# Băiculești
Băiculeștiⓘ – wieś w Rumunii, w okręgu Ardżesz, w gminie Băiculești. W 2011 roku liczyła 554 mieszkańców.